# Bernhard Riemann
Georg Friedrich Bernhard Riemann, nemški matematik, * 17. september
1826, Breselenz pri Dannenbergu, Hanover, Nemčija, † 20. julij 1866, Selasca (Selasco), ob Lago Maggiore, Italija.

## Življenje
Bernhard je bil drugi sin od šestih luteranskega pastorja Friedricha Bernharda Riemanna. Njegov oče se je boril v napoleonskih vojnah. Po manj surovem življenju se je poročil s Charlotto Ebell, hčerko sodnika. Hannover tedaj ni bil preveč bogat. Tudi družina je bila zaradi šestih otrok daleč od bogate. Nekateri življenjepisci trdijo, očitno upravičeno, da je bilo krhko zdravje in hitra smrt večine Riemannovih otrok posledica podhranjenosti v njihovi zgodnji mladosti in ne zaradi njihove slabe odpornosti. Tudi mati je umrla preden so otroci odrasli. Navkljub siromaštvu je bilo družinsko življenje srečno. Riemann je za vedno ohranil svoje najtoplejše spomine in domotožje. Od rane mladosti je bil plašljiv in nezaupljiv. Bal se je javnih nastopov ali večje pozornosti drugih. Kasneje je njegov značaj postal resno breme. Povzročal mu je mnogo težav, dokler ga ni obvladal. Marljivo se je pripravljal na vsak javni nastop, ki ga je pač moral opraviti. Njegova prijetna plaha narava v njegovih deških in zrelih moških letih, ki je naredila velik vtis na vsakega njegovega znanca, je bila v pravem nasprotju od močne hrabrosti njegovega dozorelega znanstvenega mišljenja. Premožen v svetu lastnega ustvarjanja se je zavedal svojih nadčloveških sposobnosti. Ni se ustavil pred ničimer, resničnim ali umišljenim. Ko je bil še majhen otrok se je oče odselil v Quickborn, kamor so ga premestili. Tam je od očeta mladi Riemann dobil svoje prve nauke, ki je bil, kakor se zdi, odličen učitelj. Že od prvih učnih ur je pokazal neutolažljivo žejo za učenje. Najprej ga je zanimala zgodovina, še posebej pa romantična in tragična zgodovina Poljske. Pri petih letih z nesrečno Poljsko sploh ni pustil očeta na miru. Od njega je hotel, da mu je znova in znova pripovedoval legende o neustrašnih in včasih malo brezmiselnih bojih junaške dežele za svobodo in samoopredelitev. Aritmetika, ki se jo je začel učiti pri šestih letih, ga je mučila manj. Njegov prirojeni dar za matematiko se je učvrstil. Reševal je vse probleme, ki so mu jih postavljali. Izmišljal pa si je vedno nove še težje naloge in grenil življenje svojemu bratu in sestram. Ustvarjalna spodbuda za matematiko je že zavladala njegovemu razumu. 
Pri desetih letih ga je učil aritmetike in geometrije strokovni učitelj starejših razredov Schulz. Bil je precej dober pedagog. Kmalu je videl, da je deček našel še boljše rešitve od njega. Leta 1840 je Riemann odšel k babici v Hannover, kjer se je vpisal v licej, v svojo prvo gimnazijo, v višji tretji razred. Tukaj je bil zelo osamljen. Zaradi njegove bojazljivosti so ga posmehovali sošolci. Moral se je obrniti vase. V šoli je sicer postajal vedno boljši, vendar ga to ni razveseljevalo. Največ veselja je videl v tem, da je z majhno žepnino kupoval ničvredne darove za rojstne dneve svojim staršem, bratu in sestram. Nekoč je za starše sam izdelal enkraten večni koledar. 
V gimnaziji je Riemann veliko študiral Sveto pismo, njegova misel pa ga je velikokrat vrnila k matematiki. Poskušal je celo matematično dokazati resničnost biblične pripovedi o stvarjenju. Njegovi učitelji so bili osupli nad njegovo nadarjenostjo in sposobnostjo reševanja nadvse zapletenih matematičnih nalog. Velikokrat je prekašal znanje učiteljev.
Dve leti po smrti babice so ga leta 1846 premestili v gimnazijo (Johanneum) v Lüneburgu. Tu je bil blizu doma in je zelo rad pobegnil v okrilje doma. Ta leta v srednji šoli so mu bila najsrečnejša. Hoja med gimnazijo in Quickbornom je zahtevala precej moči. Navkljub materini zaskrbljenosti zaradi morebitne izčrpanosti, je nadaljeval z napori, saj si je želel biti čimvečkrat doma. Že v gimnaziji je pokazal težnje k smotrnosti in popolnosti, kar bo pozneje zaviralo objavljanje njegovih znanstvenih del. Ta motnja, če ji lahko tako rečemo, mu je v začetku pri pismenih vajah delala težave in je dvomil, če bo izdelal. Takšen značaj je kasneje botroval končni obliki njegovih dveh mojstrovin. Za enega od njiju je celo Gauss izjavil, da je popolno. Stvari so se poboljšale, ko ga je Seyffer, učitelj hebrejščine, povabil v lastno hišo kot internatskega dijaka in mu pomagal izboljšati znanje jezika in slovnice. 
Leta 1846 je začel študirati teologijo in filologijo na Univerzi v Göttingenu. Oče mu je leta 1847 dovolil, da je prenehal študirati teologijo in začel študirati matematiko. Poslušal je Gaussova predavanja o metodi najmanjših kvadratov.
Leta 1847 se je preselil na Univerzo v Berlinu, kjer so predavali Jacobi, Dirichlet, Steiner in Eisenstein. Tu je ostal dve leti in leta 1849 se je vrnil v Göttingen. Leta 1951 je pod Gaussovim mentorstvom predložil doktorsko disertacijo, kjer je obravnaval Riemannove ploskve. Nekaj časa je bil Webrov asistent, kjer se je dobro spoznal s teoretično fiziko.
Leta 1854 je začel predavati in utemeljil Riemannovo neevklidsko geometrijo, ki je bila pozneje pomembna za Einsteinovo splošno teorijo relativnosti. Leta 1857 so ga na Univerzi v Göttingenu izvolili za izrednega, leta 1859 pa za rednega profesorja.
Leta 1862 se je poročil z Elise Koch. Umrl je na svojem tretjem potovanju po Italiji.

## Dosežki
V teoriji števil je uvedel pomembno Euler-Riemannovo funkcijo ζ:
{\displaystyle \zeta (s)=\sum _{n=1}^{\infty }n^{-s}\!\,}
in posplošeno Euler-Riemannovo funkcijo ζ:
{\displaystyle \zeta (s,a)=\sum _{n=0}^{\infty }(n+a)^{-s}\!\,.}
Znana je Riemann-Sieglova funkcija ϑ:
{\displaystyle \vartheta (t)=\Im \log \Gamma \left({\frac {1}{4}}+i{\frac {t}{2}}\right)-t{\frac {\log \pi }{2}},\qquad (t\in \mathbb {R} )\!\,.}
{\displaystyle \vartheta (t)\,} je pomembna pri Euler-Riemannovi funkciji ζ. Je v tesni povezavi s številom ničel funkcije ζ oblike:
{\displaystyle \zeta \left({\frac {1}{2}}+iu\right),\qquad (0<u<t)\!\,.}
Znana je Riemann-Sieglova funkcija Z (funkcija Z):
{\displaystyle Z(t)=e^{i\vartheta (t)}\zeta \left({\frac {1}{2}}+it\right)\!\,,}
kjer sta {\displaystyle \vartheta (t)\,} Riemann-Sieglova funkcija ϑ in {\displaystyle \zeta (n)\,} Euler-Riemannova funkcija ζ. Za Riemann-Sieglovo funkcijo Z velja še:
{\displaystyle \left|Z(t)\right|=\left|\zeta \left({\frac {1}{2}}\right)+it\right|,\qquad (t\in \mathbb {R} )\!\,.}
Njegova domneva o netrivialnih ničlah Riemannove funkcije ζ je eden od najstarejših nerešenih problemov v matematiki.
Riemann se je ukvarjal tudi s funkcijsko teorijo, diferencialnimi enačbami in z osnovami geometrije.